# 箕面市立病院
箕面市立病院（みのおしりつびょういん）は、大阪府箕面市にある医療機関である。箕面市病院事業の設置等に関する条例により設置された市立の病院である。

## 沿革
- 1981年（昭和56年）7月7日 - 開院。
- 2006年（平成18年）3月 - 病院改修工事竣工。
- 2010年（平成22年）11月19日 - 地域医療支援病院に認定[1]。

- 2027年度（令和9年度）を目標に、箕面市船場東1丁目・COM1号館跡地付近に移転開設予定[2][3]。

## 診療科
- 内科
- 消化器内科
- 循環器内科
- 血液内科
- 糖尿病・内分泌代謝内科
- 心のクリニック（精神科）
- 神経内科
- 小児科
- 外科（呼吸器外科、消化器外科、乳腺外科）
- 整形外科
- 形成外科
- 脳神経外科
- 皮膚科
- 泌尿器科
- 産婦人科
- 眼科
- 耳鼻咽喉科
- リハビリテーション科
- 放射線科
- 病理診断科
- 救急科
- 麻酔科
- 休日歯科

## 交通アクセス
- 北大阪急行電鉄 箕面船場阪大前駅から徒歩約10分。
- 阪急電鉄箕面線箕面駅から阪急バス19系統で約15分、市立病院前バス停（道路上）で下車、徒歩約3分。または、オレンジゆずるバス月〜土曜の各ルート（※所要時間はルートにより異なる）で、市立病院バス停（玄関前）下車すぐ。
- 阪急電鉄宝塚線石橋阪大前駅から阪急バス92系統で約15分、芝西バス停で下車、徒歩約10分。
- 北大阪急行電鉄南北線または大阪モノレール千里中央駅から阪急バスで約10分、市立病院前バス停（道路上）で下車、徒歩約3分。